# Vere Gordon Childe

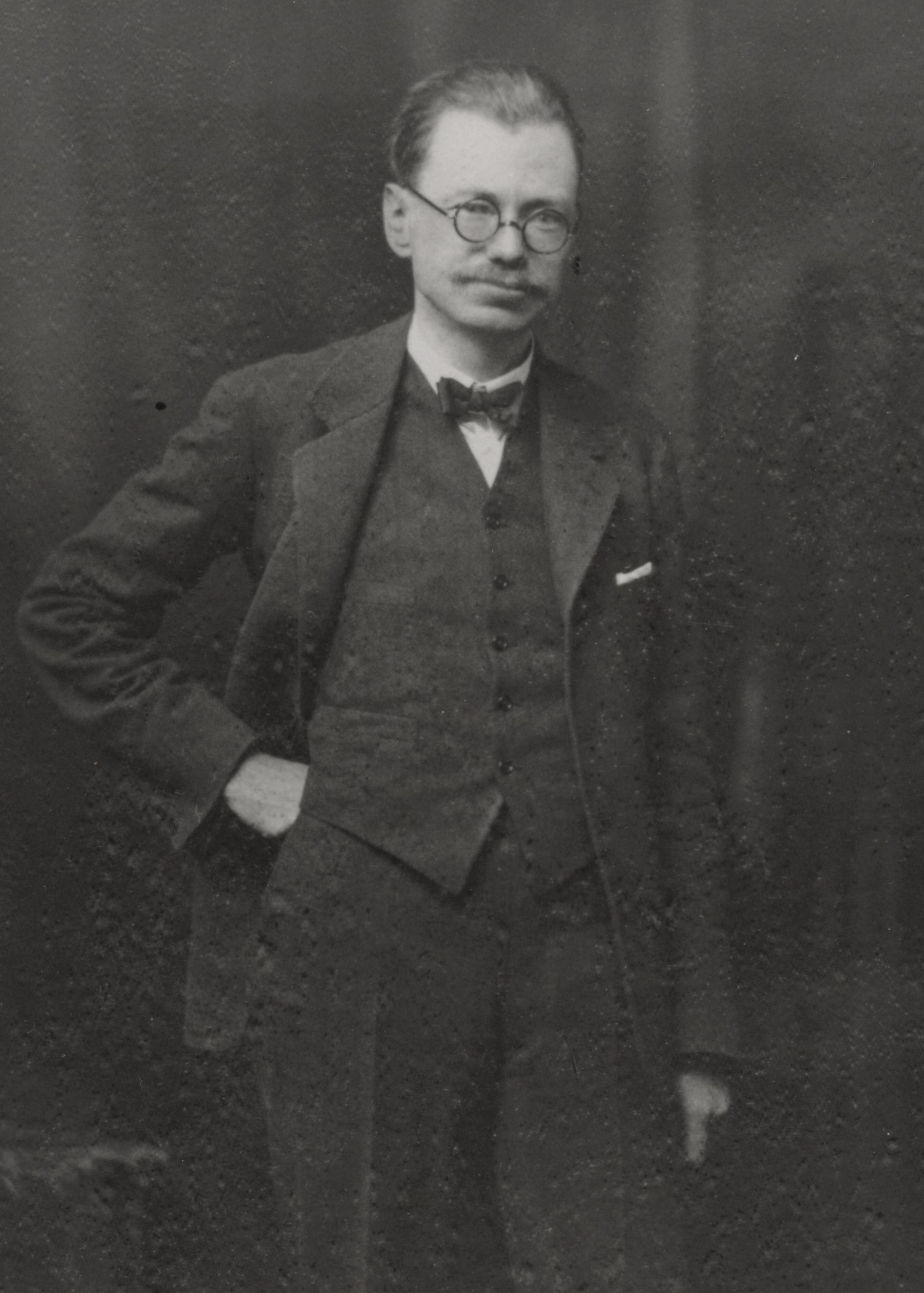
Vere Gordon Childe, ca. 1930er Jahre

Vere Gordon Childe (* 14. April 1892 in North Sydney, Australien; † 19. Oktober 1957 in den Blue Mountains, New South Wales) war ein australisch-britischer marxistischer Archäologe und Archäologietheoretiker, der in der Zeit von 1925 bis 1957 als einer der bedeutendsten Kenner der europäischen Vorgeschichte galt.

## Leben
Childe wurde am 14. April 1892 im Pfarrhaus der St.-Thomas-Kirche in Sydney, New South Wales, geboren. Seine Eltern waren der Pfarrer Stephen Henry Childe (1844–1928) und dessen zweite Frau, Harriet Eliza (1853–1910), die Tochter des Notars Alexander Gordon. Childe besuchte das anglikanische Gymnasium in Sydney, wo er unter anderem Latein lernte. Ab 1911 studierte er an der Universität Sydney vorwiegend alte Sprachen und Philosophie. Er schloss sein Studium 1914 mit Auszeichnung ab.
Ab dem Wintersemester 1915 studierte er mit einem 'Cooper Graduate Scholarship in Classics' am Queens College an der University of Oxford. Unter dem Einfluss des Historikers John Linton Myres wandte er sich von der Altphilologie immer mehr der Archäologie zu, wobei er in Bezug auf die Kultur- und Zivilisationsgeschichte der Menschheit diffusionistische Positionen vertrat. 1916 schloss er den BLitt ab; seine Dissertation trug den Titel The influence of Indo-Europeans in prehistoric Greece; Betreuer waren Arthur Evans und John Myres. 1917 beendete er die literae humaniores (Greats) mit Auszeichnung.
Daneben hatte Childe sich der Arbeiterbewegung angeschlossen und war zeitweise Mitglied der Industrial Workers of the World. 1919 kehrte er nach Australien zurück und war drei Jahre Privatsekretär des Labour-Ministerpräsidenten von New South Wales, was er in seiner den Parlamentarismus kritisierenden Studie How Labour Governs 1923 bilanzierte. 1925 wurde er auf Grund seiner vorgeschichtlichen Studien als Bibliothekar an das Royal Archaeological Institute in London berufen. Von 1927 bis 1946 hatte Childe den nach seinem Stifter John Abercromby (1841–1924) benannten Lehrstuhl für Prähistorische Archäologie an der Universität Edinburgh inne. Politisch engagierte er sich gegen den Nationalsozialismus. Er kritisierte nach einem Besuch 1935 die Sowjetunion als totalitären Staat und den dortigen Wissenschaftsbetrieb als „Perversion des Marxismus“. Im Jahre 1946 wurde er als Professor an das Institute of Archaeology in London berufen (heute Teil des University College London). 1957 kam er bei Forschungen am Govetts Leap in den Blue Mountains (New South Wales, Australien) ums Leben, vermutlich durch Suizid.

## Mitgliedschaften
Am 7. März 1932 wurde er zum Fellow der Royal Society of Edinburgh gewählt. 1940 wurde er Fellow der British Academy. 1947 wurde er als auswärtiges Mitglied in die Königlich Niederländische Akademie der Wissenschaften aufgenommen. 1956 wurde er korrespondierendes Mitglied der Deutschen Akademie der Wissenschaften zu Berlin.

## Theorien
Childe kann als gemäßigter Vertreter und einer der Erneuerer des Diffusionismus angesehen werden. Im Unterschied zu den extremen Vorstellungen vieler Diffusionisten des späten 19. und frühen 20. Jahrhunderts billigte er auch der inneren Entwicklung der frühen Gesellschaften eine wichtige Rolle im Prozess der Zivilisation zu. Entwicklungsstufen der menschlichen Kultur waren für ihn keine dinglichen Realitäten, sondern geistige Sinnzusammenhänge oder Ordnungsstrukturen, deren Essentials man erfassen muss. Childe prägte den Begriff der Kurgankultur und entwickelte die Theorie, der zufolge die Arier als Proto-Indoeuropäer anzusehen seien.
Er entwickelte im Rahmen seiner marxistischen Geschichtsinterpretation den Begriff der neolithischen Revolution für den Beginn der bäuerlichen Lebensweise im Mittleren Osten nach dem Vorbild des Begriffs Industrielle Revolution sowie den Begriff „Urbane Revolution“ für die Herausbildung der städtischen Gesellschaften der Bronzezeit. Mit dieser Begriffswahl grenzte er sich von der latent rassistischen Diffusions- und Evolutionstheorie Gustaf Kossinnas ab, die ihn in den 1920ern beeinflusst hatte.

## Rezeption
Nach dem Tod wurde Childe von seinem Kollegen Stuart Piggott als „the greatest prehistorian in Britain and probably the world“ beschrieben.
Childes Interpretationen von bestimmten Entwicklungsphasen und Phänomenen in der Menschheitsgeschichte werden von verschiedenen Archäologen kritisiert, da der Begriff „Revolution“ eine kurze Umbruchphase suggeriere. Tatsächlich aber handle es sich um langfristige Entwicklungen und Übergangsphasen, die zu verschiedenen Zeiten an verschiedenen Orten stattfanden.
In Deutschland wurde Childe vor allem durch Günter Smolla eingeführt.
Der Anthropologe David Graeber und der Archäologe David Wengrow berufen sich bei ihrem Buch Anfänge. Eine neue Geschichte der Menschheit auch ausdrücklich auf Childe:

„Schon im Jahr 1936 schrieb der Vorgeschichtler Vere Gordon Childe (1892-1957) ein Buch mit dem Titel Der Mensch schafft sich selbst, dessen Geist wir heraufbeschwören wollen. Wir Menschen sind Projekte kollektiver Selbsterschaffung. Wie wäre es, wenn wir auch die Menschheitsgeschichte mit dieser Prämisse angehen würden? Wie wäre es, wenn wir die Menschen ab dem Beginn ihrer Geschichte als phantasievolle, intelligente, spielerische Wesen behandeln würden, die es verdienen als solche verstanden zu werden? […]“

## Werke
- How Labour governs: a study of workers’ representation in Australia. The Labour Publishing Company limited, London 1923.
- The dawn of European civilization. Kegan Paul, London 1925.
- The Aryans: a study of Indo-European origins. Kegan Paul, London 1926.
- The most ancient East. London, Kegan Paul, Trench Truber & Co, 1929.
- The Danube in prehistory. Clarendon Press, Oxford 1929.
- The Bronze Age. The Macmillan Company, New York 1930.
- Skara Brae, a Pictish village in Orkney. Kegan Paul & Co, London 1931.
- Ancient dwellings at Skara Brae. His Majesty's Stationery Office, Edinburgh 1933.
- New light on the most ancient east: the oriental prelude to European prehistory. London, Kegan Paul, Trench, Trubner, 1934
- The prehistory of Scotland. Kegan Paul, London 1935.
- Man makes himself. Watts, London 1936, überarbeitete Fassungen 1941 und 1951
  - deutsch: Triebkräfte des Geschehens: die Menschen machen ihre Geschichte selbst. Globus, Wien 1949.
  - deutsch: Der Mensch schafft sich selbst. übersetzt von Wolfgang Martini, Verlag der Kunst, Dresden 1959 (Fundus-Reihe 2).
- Prehistoric communities of the British Isles. W. & R. Chambers, London/Edinburgh 1940.
- What happened in History. Penguin Books, Harmondsworth 1942.
  - deutsch: Stufen der Kultur: Von der Urzeit zur Antike. übersetzt von F. W. Gutbrod, Kohlhammer, Stuttgart 1952.
- The story of tools. Penguin Books, Harmondsworth 1942.
  - deutsch: Eine Geschichte der Werkzeuge. Globus, Wien 1948.
- Progress and Archaeology. Watts & Co., London 1944.
- Scotland before the Scots, being the Rhind Lectures for 1944. Methuen & Co., London 1946.
- History. Cobbett Press, London 1947.
- Social worlds of knowledge. Oxford University Press, London 1949.
- Prehistoric migrations in Europe. H. Aschehoug & Co., Oslo 1950.
- Magic craftsmanship and science. University Press, Liverpool 1950.
- Social evolution. Watts, London 1951.
  - deutsch: Soziale Evolution. übersetzt von Hans-Werner Sass. Suhrkamp, Frankfurt am Main 1968, DNB 456270256.
- Scotland. Edinburgh 1952.
- What is history? Henry Schuman, New York 1953.
- Society and knowledge. Harper, New York 1956.
  - deutsch: Gesellschaft und Erkenntnis: Weltperspektiven. Ullstein, Frankfurt am Main/Berlin/Wien 1974, ISBN 3-548-03023-8.
- A short introduction to archaeology. F. Muller, London 1956.
- Piecing together the past. The interpretation of archaeological data. Praeger, New York 1956.
- The prehistory of European society. Penguin Books, Harmondsworth 1958.
  - Vorgeschichte der europäischen Kultur. Rowohlt, Hamburg 1960, DNB 450776492. (übersetzt von Hertha Federmann)
- Skara Brae. His Majesty's Stationery Office, Edinburgh 1983, ISBN 0-11-491755-8.
- Thomas Carl Patterson; Charles E. Orser (Hrsg.): Foundations of social archaeology: selected writings of V. Gordon Childe. AltaMira Press, Walnut Creek 2004, ISBN 0-7591-0592-8.

### Als Übersetzer
- Delaporte, Louis Joseph: Mesopotamia, etc. Kegan Paul & Co., London 1925.
- Alexandre Moret und Georges Davy: From Tribe to Empire: social organization among primitives and in the ancient East. Kegan Paul & Co., London 1926; Nachdruck bei Routledge, London 1996, ISBN 0-415-15565-7.
- Borovka, Grigory Iosifovich: Scythian Art. Ernest Benn, London 1928.

## Grabungen
- Skara Brae, Mainland, Orkneys
- Rinyo auf Rousay, Orkneys

## Einzelbelege
1. ↑  Ruth Tringham: V. Gordon Childe 25 years after: His relevance for the archaeology of the eighties. (pdf, 2,8 MB) In: Journal of Field Archaeology. Band 10, Nr. 1, 1983, S. 85–100, abgerufen am 13. März 2020 (englisch).
2. ↑  Peter Gathercole, Childe, (Vere) Gordon (1892–1957), Oxford Dictionary of National Biography. doi:10.1093/ref:odnb/32400.
3. ↑  Peter Gathercole, Childe, (Vere) Gordon (1892–1957), Oxford Dictionary of National Biography. doi:10.1093/ref:odnb/32400.
4. ↑  Bernhard Brosius: Zum 50. Todestag: Vere Gordon Childe. Archäologe – Marxist – Revolutionär. In: Inprekorr 434/435. Neuer Kurs GmbH, 1. Januar 2008, S. 29–32, abgerufen am 18. Oktober 2021.
5. ↑  Peter Gathercole, Childe, (Vere) Gordon (1892–1957), Oxford Dictionary of National Biography. doi:10.1093/ref:odnb/32400.
6. ↑  The tradition of archaeology at Edinburgh. Universität Edinburgh, 22. Oktober 2018, abgerufen am 13. März 2020 (englisch).
7. ↑  John Low: New Light on the Death of V. Gordon Childe. Australian Society for the Study of Labour History, abgerufen am 13. März 2020 (englisch).
8. ↑  Fellows Directory. Biographical Index: Former RSE Fellows 1783–2002. (pdf, 487 kB) Royal Society of Edinburgh, 29. Juni 2006, S. 34, abgerufen am 17. Oktober 2019 (englisch).
9. ↑  Deceased Fellows. British Academy, abgerufen am 14. Mai 2020.
10. ↑  Past Members: V. Gordon Childe (1892–1957). Königlich Niederländische Akademie der Wissenschaften, abgerufen am 17. Oktober 2019.
Albert van Giffen: Herdenking van Vere Gordon Childe. (pdf, 329 kB) In: Jaarboek, 1959–1960. Amsterdam, 15. Juni 1959, S. 373–382, abgerufen am 13. März 2020 (niederländisch).
11. ↑  Historische Akademiemitglieder: Gordon Vere Childe. Berlin-Brandenburgische Akademie der Wissenschaften, abgerufen am 17. Oktober 2019.
12. ↑  Ralf Gleser, Zur Idee von Vor- und Frühgeschichte als historischer Wissenschaft. Forschungsmagazin der Universität des Saarlands, Heft 2, 2007, S. 42 ff.
13. ↑  V. G. Childe: The Aryans: a study of Indo-European origins. Kegan Paul, London 1926.
David W. Anthony: The “Kurgan Culture”, Indo-European origins, and the domestication of the horse: A reconsideration. (pdf, 5,6 MB) In: Current Anthropology. Band 27, Nr. 4, August–Oktober 1986, S. 291–313, abgerufen am 13. März 2020 (englisch).
14. ↑  Agathe Reingruber: Early Neolithic settlement patterns and exchange networks in the Aegean. (pdf, 1 MB) In: Documenta Praehistorica. Band 38, 2011, S. 291–305, abgerufen am 13. März 2020 (englisch).
15. ↑  V. G. Childe, The Urban Revolution. Town Planning Review 21, 1950, 3-17.
16. ↑  W. Gordon East, Brian Frederick Windley: V. Gordon Childe. In: Encyclopaedia Britannica. Abgerufen am 13. März 2020 (englisch).
17. ↑  Bruce Trigger: Gordon Childe: Revolutions in Archaeology.
18. ↑  Kenneth Maddock: Prehistory, Power and Pessimism. In: Peter Gathercole, T. H. Irving, Gregory Melleuish (Hrsg.): Childe and Australia: Archaeology, Politics and Ideas. University of Queensland Press, St Lucia 1995, ISBN 978-0-7022-2613-7, S. 107–117.
19. ↑  Günter Smolla: Neolithische Kulturerscheinungen, Studien zur Frage ihrer Herausbildung. Antiquitas Reihe 2, Abhandlungen aus dem Gebiete der Vor- und Frühgeschichte Band 3, Bonn, Habelt 1960.
20. ↑  vgl. Graeber und Wengrow: Anfänge. Eine neue Geschichte der Menschheit. Klett-Cotta, Stuttgart 2022, ISBN 978-3-608-98508-5: Childe wird etwa auf S. 21 u. 39 erwähnt.

| Personendaten    | Personendaten              |
| ---------------- | -------------------------- |
| NAME             | Childe, Vere Gordon        |
| KURZBESCHREIBUNG | australischer Archäologe   |
| GEBURTSDATUM     | 14. April 1892             |
| GEBURTSORT       | Sydney, Australien         |
| STERBEDATUM      | 19. Oktober 1957           |
| STERBEORT        | Blue Mountains, Australien |